# Chaetoderma argenteum
Chaetoderma argenteum är en blötdjursart som beskrevs av Heath 1911. Chaetoderma argenteum ingår i släktet Chaetoderma och familjen Chaetodermatidae. Inga underarter finns listade i Catalogue of Life.